# Barra Bonita (Santa Catarina)
Barra Bonita é um município brasileiro do estado de Santa Catarina. Localiza-se a uma latitude 26º39'16" sul e a uma longitude 53º26'24" oeste, estando a uma altitude de 335 metros. Sua população estimada em 2022 era de 1.668 habitantes.
No início da década de 1950 chegaram os primeiros colonizadores da região de Barra Bonita, descendentes principalmente de imigrantes italianos e alemães, oriundos do Rio Grande do Sul. As famílias instalaram-se nas belas margens do Rio Barra Bonita, que deságua no Rio das Antas, e assim batizaram a localidade. Barra Bonita não passava de um pequeno povoado até tornar-se distrito de São Miguel do Oeste, em 1959, mas a emancipação político-administrativa só aconteceu em 29 de dezembro de 1995.